# Fender White Steel
De Fender White Steel was een lap steel gitaar gemaakt door Fender. 
Het was uitgegeven als studentenmodel in 1956 en werd gekocht met een witte versterker.

## Lap steel
Vanaf de jaren 40 maakte Fender verschillende lap steel gitaren onder verschillende namen:
- K&F - (Kaufmann and Fender)
- Organ Button
- Princeton
- Deluxe
- Dual Professional (later model)
- Champion
- Champ
- Studio Deluxe
- Custom
- Fender Stringmaster, 2,3 of 4 halzen

6-snarig en 8-snarige modellen werden gemaakt.
De studentenversie heette White, vernoemd naar Forrest White, vice president en general manager van Fender van 1954 tot 1966. De steelgitaar-lijn werd stilgelegd in 1981.

## Pedal steel
De pedal steel-gitaren werden vanaf begin jaren 50 tot 1981 gemaakt onder de volgende namen:
- 1000
- 400
- 2000
- 800
- PS210
- Artist Dual 10
- Artist Single 10
- Student Single 10